# 梁材
梁材（1470年—1540年），字大用，號儉庵，南京金吾右衛官籍。順天府大城縣人，明朝政治人物，官至戶部尚書。同進士出身。

## 生平

### 弘治、正德年間
弘治八年（1495年）乙卯科應天鄉試第七十九名舉人，弘治十二年（1499年）己未科进士，授德清縣知縣。正德初年，升刑部主事，改為監察御史。出任嘉興府知府，調任杭州府知府，在任期間整理田租規章。此後升爲浙江右參政，晉升爲浙江按察使。朱宸濠謀反時，鎮守中官畢真與朱宸濠私通，將舉城相應。梁材與巡按御史張縉劫持畢真，奪走其兵權。此後因丁憂離去。

### 嘉靖年間
嘉靖初年，起為貴州按察使，補為雲南按察使，此後平定當地土官內亂，之後歷任貴州布政使、廣東布政使。當時天下布政使中廉潔名望最高的就是梁材與姚鏌。嘉靖六年（1527年），拜都察院右副都御史，巡撫江西。僅過兩個月，召為刑部左侍郎，之後改為戶部右侍郎，遂替代鄒文盛為戶部尚書。從外任官員登六卿，整個過程不足兩年。他亦認為深受恩寵，更加盡職盡責。他曾經多次請求裁剪宗藩經費，使得國庫大充。此外又遏制豪強吞併民田，并減免稅費，清理田丈。
嘉靖十年（1531年），梁材遇母喪丁憂去職。三年服喪期滿后，起故官。大同巡撫樊繼祖請求增加兵餉，梁材稱國庫空虛，無法給予，之後請求進行開關互市。當時郭勛修建兩宮、七陵，勞役京軍七萬，遂請求給予月糧冬衣，梁材反對，因此招致郭勛彈劾，兩人相爭數次。給事中周珫亦彈劾梁材，奏摺下吏部，尚書許讚等請請求留用。世宗不悅，令兩人對奏，梁材引罪得宥，而許讚連坐奪俸。六年后考滿命致仕。
次年，新任的戶部尚書李廷相被罷免，世宗再次想念梁材，加上大臣亦多舉薦，於是恢復官職，加太子少保。同年秋，考察京官，特命其進行監督。刑部有大案不能決定的，命其兼掌管刑部事。世宗稱：“我若能得十二個像梁材這樣的尚書，我就天下無憂了啊。”當時大型工程頻繁，內外輪班勞役的士兵有四萬六千人。郭勛對那些不到者進行除籍，并責令輸銀雇役。李廷相則適量給予，梁材卻堅持不給。郭勛遂彈劾梁材，世宗亦命其給予補給。郭勛又稱軍隊人數不足，逃亡的士兵布棉折餉銀進行募工。梁材則反對，兩人相繼衝突至深，世宗遂對其不滿，令落職閒住。之後歸鄉，不久卒，享年七十一歲。
嘉靖中後期國庫虧空，世宗嘆道：“梁材在的話，當不會如此啊。”隆慶初年，贈太子太保，諡端肅。

## 家族
曾祖梁福春；祖梁聚；父梁德盛。母史氏，继母陳氏。具庆下。

## 延伸阅读
[在维基数据编辑]
 《國朝獻徵錄·卷之二十九》，出自焦竑《國朝獻徵錄》
 《明史卷一百九十四》，出自《明史》

| 官衔          | 官衔                                               | 官衔          |
| ------------- | -------------------------------------------------- | ------------- |
| 前任： 呂 夔  | 浙江承宣佈政使司杭州府知府 正德六年（1511年）上任  | 繼任： 留志淑 |
| 前任： 鄒文盛 | 明朝戶部尚書 嘉靖七年－十年（1528年-1531年）任     | 繼任： 許讚   |
| 前任： 許讚   | 明朝戶部尚書 嘉靖十三年－十七年（1534年-1538年）任 | 繼任： 李廷相 |
| 前任： 李廷相 | 明朝戶部尚書 嘉靖十八年－十九年（1539年-1540年）任 | 繼任： 李如圭 |